# Антон Лончар
Антон Луи Лончар (хрв. Anton Louie Lončar; Портланд, 15. јануар 1996) хрватски је пливач чија ужа специјалност су трке леђним стилом. Вишетсруки је национални првак и рекордер Хрватске у тркама леђним стилом у великим и малим базенима.

## Спортска каријера
Са такмичарским пливањем је започео као јуниор наступајући на разним државним првенствима америчке државе Орегон, а са озбиљнијим тренинзима је кренуо након добијања спортске стипендије на Универзитету Денвера, за чију пливачку екипу је наступао на разним универзуитетским такмичењима. 
За пливачку репрезентацију Хрватске је дебитовао на европском првенству у Лондону 2016, а у децембру исте године по први пут је наступио и на светском првенству у малим базенима које је те године одржано у канадском Виндзору.
На светским првенствима у великим базенима је дебитовао у Будимпешти 2017, а обе трке у којима је учествовао (на 100 и 200 леђно) окончао је у квалификацијама (на 29. и 27. месту). Први пласман у финала неког великог такмичења остварио је на европском првенству у малим базенима у Копенхагену 2017, а пето место које је освојио у трци на 200 леђно је уједно био и његов највећи успех у дотадашњој каријери.
Током 2018. учествовао је на Медитеранским играма у Тарагони (4. на 200 леђно и 7. на 100 леђно), Европском првенству у Глазгову и Светском првенству у малим базенима у Хангџоуу.   
Наступио је и на светском првенству у корејском Квангџуу 2019. где се такмичио у три дисциплине. Најбољи резултат је остварио у трци штафета на 4×100 мешовито (19. место), на 100 леђно је био 35, а на 200 леђно 23. учесник квалификација. 